# Igreja de São Miguel de Nevogilde
A Igreja de São Miguel de Nevogilde localiza-se na freguesia de Nevogilde, na cidade do Porto, em Portugal.
Trata-se de uma igreja erguida no século XVIII, quando Nevogilde contava com poucos habitantes, ligados essencialmente ao trabalho agrícola.
De cariz barroco, destaca-se a decoração da fachada que, apesar de simples, expressa nitidamente a exuberância do barroco joanino. De pequenas dimensões, apresenta apenas uma nave e uma capela-mor.
Foi classificado como Monumento de interesse público (MIP) pelo IGESPAR em 16 de Setembro de  2010